# Google Workspace
Google Workspace (dříve Google Apps for Work nebo Google Apps for Business) je sada cloudových nástrojů, groupwaru a softwaru poskytovaného společností Google formou předplatného.
Obsahuje populární webové aplikace společnosti Google, jako jsou Gmail, Disk Google, Google Chat, Kalendář Google a Dokumenty Google. Základní verze těchto produktů jsou zdarma, přičemž Google Apps k nim přidávají specifické firemní funkce, jako jsou e-mailové adresy na vlastní doméně (@vasefirma.cz), nejméně 30 GB místa pro dokumenty a e-mail a nepřetržitá telefonická a e-mailová podpora. Jedná se o cloudové řešení, které na rozdíl od běžně prodávaného softwaru pro produktivitu hostuje zákaznická data v síti serveroven společnosti Google, a nikoli na tradičních interních serverech ve firmách.
Podle společnosti Google používá Google Workspace více než 5 milionů organizací včetně 60 procent společností na žebříčku Fortune 500.

## Historie
- 10. února 2006 – Společnost Google zahájila testovací provoz služby Gmail for Your Domain na San Jose City College s e-mailovými účty na doméně SJCC a nástroji pro správu účtů.[6]
- 28. srpna 2006 – Společnost Google uvedla do provozu sadu aplikací pro organizace s názvem Google Apps for Your Domain. Tato sada byla k dispozici zdarma jako betaverze a obsahovala služby Gmail, Google Talk, Kalendář Google a Google Page Creator (ta byla posléze nahrazena službou Weby Google). Dave Girouard, tehdejší viceprezident a generální ředitel pro podnikové produkty společnosti Google, popsal její výhody pro firemní zákazníky: „Organizace mohou nechat zajišťování vysoce kvalitního e-mailu, zasílání zpráv a jiných webových služeb na společnosti Google a mohou se zaměřit na potřeby svých uživatelů a běžnou činnost.“[7]
- 10. října 2006 – Byla oznámena edice pro školy s názvem Google Apps for Education.[8]
- 22. října 2007 – Společnost Google představila službu Google Apps Premier Edition, která se od bezplatné verze lišila větším úložištěm (10 GB na účet), rozhraními API pro firemní integraci a smlouvou service-level agreement na 99,9% dostupnost. Roční cena za uživatelský účet byla stanovena na 50 dolarů. Mezi první zákazníky Google Apps Premier Edition patřily podle společnosti Google mimo jiné firmy Procter & Gamble, San Francisco Bay Pediatrics nebo Salesforce.com.[9]
- 25. června 2007 – Společnost Google rozšířila Google Apps o řadu funkcí, jako je migrace pošty umožňující zákazníkům přenést stávající e-mailová data ze serveru IMAP.[10] Článek na serveru ZDNet upozornil, že Google Apps nově nabízí nástroj pro přechod z populárních softwarů Exchange Server a Lotus Notes. Produkty společnosti Google díky tomu začaly přímo konkurovat produktům společností Microsoft a IBM.[11]
- 3. října 2007 – Společnost Google měsíc po akvizici firmy Postini oznámila rozšíření Google Apps Premier Edition o funkce pro e-mailové zabezpečení a zajištění souladu s předpisy vyvinuté touto firmou. Od té chvíle mohli zákazníci lépe konfigurovat filtrování spamu a virů, implementovat zásady uchovávání dat, obnovovat odstraněné zprávy a umožňovat správcům přístup ke všem e-mailům.[12]
- 26. února 2008 – Společnost Google představila Weby Google, jednoduchý nový nástroj sady Google Apps pro tvorbu intranetů a týmových webových stránek.[13]
- 9. června 2010 – Společnost Google zavedla Google Apps Sync pro Microsoft Outlook – doplněk, který zákazníkům umožňuje synchronizovat jejich e-mailové zprávy, kalendář a kontakty mezi aplikací Outlook a službou Google Apps.[14]
- 7. července 2010 – Společnost Google oznámila, že služby Google Apps – Gmail, Kalendář Google, Dokumenty Google a Google Talk – již nejsou v betaverzi.[15]
- 9. března 2010 – Společnost Google otevřela Google Apps Marketplace, online obchod s firemními aplikacemi od jiných dodavatelů, které lze integrovat ve službě Google Apps a usnadnit tak uživatelům a softwaru práci s cloudem. Mezi dodavatele tamních aplikací se zařadily společnosti Intuit, Appirio nebo Atlassian.[16]
- 26. července 2010 – Společnost Google představila Google Apps for Government, edici Google Apps navrženou speciálně pro veřejný sektor a jeho specifická pravidla a potřeby zabezpečení. Dále oznámila, že Google Apps se staly první sadou cloudových aplikací, které obdržely certifikaci a akreditaci dle amerického federálního zákona o managementu bezpečnosti informací (FISMA).[17]
- 26. dubna 2011 – Téměř pět let po uvedení Google Apps do provozu oznámila společnost Google, že organizace s více než 10 uživateli nově přijdou o možnost používat bezplatnou edici Google Apps. Tyto organizace budou muset přejít na placenou verzi pod novým názvem Google Apps for Business. Dále bylo představeno flexibilní předplatné ve výši 5 dolarů na uživatele měsíčně bez jakéhokoli smluvního závazku.[18]
- 28. března 2012 – Společnost Google uvedla do provozu Sejf Google Apps, volitelnou službu pro elektronické zjišťování a archivaci určenou zákazníkům využívajícím Google Apps for Business.[19]
- 24. dubna 2012 – Společnost Google představila Disk Google, platformu pro uchovávání a sdílení souborů. Každý uživatel Google Apps for Business v ní obdržel 5 GB místa s možností dokoupení další kapacity.[20] Společnost Google tímto krokem pronikla na trh s cloudovými úložišti a začala konkurovat službám jako Dropbox nebo Box.[21]
- 6. prosince 2012 – Společnost Google oznámila, že bezplatná verze Google Apps již nadále nebude k dispozici pro nové zákazníky.[22]
- 13. května 2013 – Společnost Google zvýšila kvóty velikosti úložiště ve službě Disk pro zákazníky využívající Google Apps. Společnost Google sloučila 25GB úložiště ve službě Gmail s 5GB úložištěm ve službě Disk. Zákazníci tím získali 30 GB místa pro každého uživatele, které je možné sdílet všemi produkty sady Apps včetně služeb Gmail a Disk Google.[23]
- 10. března 2014 – Společnost Google zavedla program Google Apps Referral Program, jehož účastníci získají bonus 15 dolarů za každého nového uživatele Google Apps, kterého doporučí.[24]
- 25. června 2014 – Společnost Google oznámila službu Drive for Work, novou službu Google Apps nabízející neomezené úložiště pro soubory, pokročilé možnosti auditu a nové bezpečnostní prvky v ceně 10 dolarů měsíčně za uživatele.[25]
- 2. září 2014 – Divize Google Enterprise se zaměřením na firemní produkty byla přejmenována na Google for Work. „Nikdy jsme se nechtěli stát klasickým podnikem. Vždy jsme chtěli zákazníkům nabízet inovace, které změní jejich způsob práce,“ odůvodnil tento krok Eric Schmidt, výkonný ředitel společnosti Google. „Nastal čas to dokázat.“ V souvislosti s touto změnou se produkt Google Apps for Business přejmenoval na Google Apps for Work.[26]
- 14. listopadu 2014 – Konec podpory sekundárních domén v bezplatné verzi Google Apps. Bezplatná verze Google Apps od této chvíle podporuje pouze doménové aliasy.[27]

## Produkty
Mezi produkty a služby Google Apps for Work patří Gmail, Kalendář Google, Disk Google, Hangouts, Dokumenty Google, Tabulky Google, Prezentace Google, Formuláře Google, Weby Google, Google+ a Sejf Google Apps. S výjimkou Sejfu Google Apps jsou všechny produkty a služby součástí základního předplatného v ceně 5 dolarů měsíčně za uživatele nebo 50 dolarů ročně za uživatele. Prémiový balíček Drive for Work obsahující Sejf Google Apps a neomezené úložiště je nabízen za 10 dolarů měsíčně za uživatele.

### Google Meet
Google Meet je aplikace pro videokonference založená na standardech, která využívá proprietární protokoly pro překódování videa, zvuku a dat. Google uzavřel partnerství se společností Pexip, aby zajistil interoperabilitu mezi protokolem Google a standardními protokoly SIP/H.323, a aby tak umožnil komunikaci mezi Hangouts Meet a videokonferenčním zařízením a softwarem třetích stran.

### Gmail
Služba Gmail byla zprovozněna pro omezený počet uživatelů 1. dubna 2004 a v současnosti se jedná o nejpopulárnější e-mailovou službu na světě. Pro všechny zákazníky je dostupná od roku 2007. K červnu 2012 ji podle společnosti Google používalo 425 milionů lidí.
Bezplatná verze služby Gmail je financována z textových reklam generovaných na základě obsahu e-mailových zpráv uživatelů. Mezi její oblíbené funkce patří bezplatné úložiště o velikosti 15 GB, komplexní funkce pro vyhledávání a rozhraní podobné běžné aplikaci.
Služba Gmail v Google Apps for Work se podobá své bezplatné verzi, avšak je doplněna o řadu funkcí určených pro firemní uživatele.
Mezi ně patří:
- Vlastní e-mail včetně názvu zákazníkovy domény (@vasefirma.cz)
- 99,9% garantovaná dostupnost s nulovými plánovanými prostoji kvůli údržbě[36]
- 30GB nebo neomezeně velké úložiště sdílené s Diskem Google (podle typu předplatného)
- Žádné reklamy
- Nepřetržitá zákaznická podpora
- Google Apps Sync pro Microsoft Outlook[35]

### Disk Google
Služba společnosti Google pro uchovávání a synchronizaci souborů byla uvedena do provozu 24. dubna 2012, asi šest let poté, co se začalo spekulovat o jejím vývoji. Oficiální oznámení společnosti Google popisovalo Disk Google jako „místo, kde můžete vytvářet, sdílet a uchovávat své dokumenty a spolupracovat na nich.“
Do cloudového Disku Google mohou uživatelé nahrávat jakýkoli typ souborů, sdílet tyto soubory s ostatními a přistupovat k nim z libovolného počítače, tabletu či smartphonu. Její uživatelé mohou snadno synchronizovat soubory mezi počítačem a cloudem pomocí aplikace pro počítače Mac a PC. Tato aplikace v jejich počítači vytvoří zvláštní složku a všechny změny souborů, které jsou v ní uloženy, se synchronizují se službou Disk, s webovým rozhraním i ostatními zařízeními. Klasická verze Disku Google poskytuje 15GB úložiště sdílené mezi produkty Gmail a Disk a fotografiemi ve službě Google+.
V rámci sady Google Apps for Work je poskytována s dalšími funkcemi pro firemní využití. Mezi ně patří:
- 30GB nebo neomezeně velké úložiště sdílené se službou Gmail (podle typu předplatného)
- Nepřetržitá zákaznická podpora
- Ovládací prvky sdílení, které umožňují chránit soubory v soukromí, dokud se je zákazníci nerozhodnou sdílet
- Pokročilé možnosti auditu a hlášení[40]

### Dokumenty, Tabulky, Prezentace a Formuláře Google
Google Apps obsahují online editory pro tvorbu textových a jiných dokumentů, tabulek, prezentací a průzkumů. Tato sada byla poprvé vydána 11. října 2006 pod anglickým názvem Google Docs & Spreadsheets.
Produkty Dokumenty, Tabulky, Prezentace a Formuláře Google lze používat v libovolném webovém prohlížeči a v libovolném mobilním zařízení připojeném k internetu. Dokumenty, tabulky, prezentace a průzkumy je možné sdílet, komentovat a upravovat společně s více uživateli v reálném čase. Mezi další dostupné funkce patří neomezená historie revizí umožňující uchovávání všech provedených změn na jednom místě a přístup offline umožňující uživatelům pracovat na dokumentech bez připojení k internetu.
25. června 2014 oznámila společnost Google nativní podporu úprav souborů sady Microsoft Office ve službách Dokumenty, Tabulky a Prezentace. Novinář ze serveru Mashable k tomu podobně jako jeho kolegové napsal, že „společnost Google se zcela jasně snaží nabídnout cenově dostupnější řešení pro firmy, které občas potřebují upravovat kancelářské soubory.“

### Weby Google
Tato služba, která byla představena 28. února 2008, umožňuje vytvářet a upravovat webové stránky bez znalostí kódu HTML nebo webdesignu. Uživatelé v ní mohou vytvářet vlastní stránky či stránky založené na šablonách, nahrávat na ně fotografie a videa a nastavovat u nich přístupová oprávnění k prohlížení či úpravám.
Weby Google byly původně součástí placené sady Google Apps, ale brzy byly poskytnuty také ostatním zákazníkům. Firemní zákazníci používají Weby Google k tvorbě projektových stránek, firemních intranetů i veřejných webů.

### Kalendář Google
Tento produkt společnosti Google, který poskytuje online kalendář, byl navržen jako integrovaná součást služby Gmail a byl uveden do provozu 13. dubna 2006. Ke spolupráci s ostatními kalendářovými aplikacemi používá standard iCal.
Jedná se o integrovaný online kalendář s možnostmi sdílení navržený pro pracovní týmy. Firmy mohou vytvářet zvláštní týmové kalendáře a sdílet je mezi svými pracovníky. Kalendáře je možné delegovat jiným osobám. Takto delegované osoby mohou spravovat kalendáře či jednotlivé události. Pomocí Kalendáře Google mohou lidé také zjišťovat dostupnost místností nebo sdílených prostředků a rezervovat je pro různé akce.
Mezi funkce Kalendáře Google patří:
- Sdílení kalendářů se členy týmu a ostatními osobami – umožňuje kontrolu dostupnosti osob
- Zobrazení více kalendářů na jedné obrazovce – umožňuje zjistit časy, kdy jsou všichni pracovníci k dispozici
- Mobilní aplikace nebo synchronizace s integrovanou kalendářovou aplikací v mobilních zařízeních
- Publikování kalendářů na webu a jejich integrace ve Webech Google
- Jednoduchá integrace platforem Exchange či Outlook, dat z kalendářů iCal nebo souborů .ics a .csv
- Rezervace sdílených místností a prostředků[51]

### Google Hangouts
15. května 2013 oznámila společnost Google nový nástroj pro textové, hlasové a video konverzace nahrazující původní službu Google Talk – služby Google Voice a Google+ Hangouts. Google Hangouts umožňují konverzaci prostřednictvím počítače nebo mobilního zařízení pro až 10 osob v klasické verzi a až 15 osob ve firemní verzi. Účastníci konverzace mohou sdílet své obrazovky, prohlížet dokumenty a spolupracovat na nich. Služba Hangouts On Air umožňuje uživatelům streamovat živá vysílání na stránkách Google+ či YouTube nebo na vlastním webu.
Tato verze služby Hangouts je součástí sady Google Apps for Work a podporuje až 15 účastníků. Umožňuje správcům omezit okruh uživatelů pouze na osoby ze stejné domény a zamezit tak přístupu z vnějšku.
Aplikace Hangouts uchovává odeslané zprávy v cloudu společnosti Google a také případně umožňuje vypnout záznam historie konverzací. Díky integraci se sociální sítí Google+ se každá fotografie, kterou zde spolu uživatelé sdílí, uloží do soukromého sdíleného alba na Google+.
30. července 2014 společnost Google oznámila, že k službě Hangouts získají přístup všichni uživatelé Google Apps včetně těch, co nemají profil na Google+. Společnost Google také umožnila integraci služeb jiných poskytovatelů služeb pro videokonverzace, jako jsou Blue Jeans Network nebo Intercall.
Dále oznámila, že pro službu Hangouts platí stejné podmínky služby jako pro ostatní produkty Google Apps for Work (např. Gmail nebo Disk). Zákazníci Apps for Work dále získají nepřetržitou telefonickou podporu ke službě Hangouts, 99,9% garantovanou dostupnost a certifikaci ISO27001 a SOC 2.
19. prosince 2014 společnost Google oznámila v příspěvku na Google+, že vrátila zpět jednu z nejžádanějších funkcí pro Hangouts ve službě Gmail. Správci Google Apps od této chvíle mohou omezit viditelnost stavových zpráv pouze pro interní uživatele.
V dubnu 2020, v reakci na covid-19, se služba Google Meet stala bezplatnou pro všechny uživatele a v říjnu Google oznámil, že Chat bude také zdarma pro všechny a do roku 2021 nahradí „klasické“ Hangouty.

### Google+
Google+ byla sociální síť společnosti Google, která byla uvedena do provozu 28. června 2011. Zpočátku běžela pouze v testovacím provozu a byla dostupná na pozvánky. Jedná se o nejnovější pokus společnosti, jak konkurovat Facebooku. Přestože se službě Google+ podařilo překonat Twitter a stát se druhou největší sociální sítí na světě po Facebooku, podle kritiků zklamala očekávání uživatelů a nepodařilo se jí dosáhnout vysoké návštěvnosti odjinud.
27. října 2011 společnost Google oznámila dostupnost služby Google+ pro uživatele Google Apps ve školách, firmách a domácnostech.
29. srpna 2012 společnost Google oznámila, že na základě ohlasů firemních zákazníků, kteří se zúčastnili pilotního programu, vyladila funkce služby Google+ pro organizace. Mezi tyto funkce patří soukromé sdílení v rámci organizace a nastavení, které umožňuje omezit viditelnost profilů a příspěvků.
5. listopadu 2013 bylo zvýšeno zabezpečení uzavřených komunit, do nichž měly přístup pouze osoby z dané organizace. Správci mohou ve výchozím nastavení vytvořit uzavřené komunity a určit, za jakých podmínek do nich mohou vstoupit lidé, kteří do příslušné organizace nepatří.
2. dubna 2019 byla síť Google+ pro spotřebitele a značky ukončena. Její upravený nástupce je Currents.
Firemní sociální síť Google+ obdržela od recenzentů smíšené ohlasy. Někteří ocenili její funkce, které pomáhají malým firmám zvýšit vlastní viditelnost na internetu. Zároveň se jí dostalo kritiky za matoucí marketingové názvy. Jiní ji považují za důležitý nástroj firemní marketingové strategie pro sociální sítě. Přítomnost na Google+ podle řady online článků pomáhá firmám zlepšit jejich umístění ve vyhledávání Google, jelikož tamní příspěvky a sdílení jsou okamžitě indexovány vyhledávačem.

### Sejf Google Apps
Sejf Google Apps, služba pro archivaci a elektronické zjišťování, je k dispozici výhradně zákazníkům využívajícím Google Apps a byla oznámena 28. března 2012. Umožňuje zákazníkům vyhledávat a uchovávat e-mailové zprávy, které mohou být potřeba při soudních sporech. Dále jim umožňuje spravovat firemní data pro účely zajištění nepřetržitého chodu firmy a souladu s příslušnými předpisy. Od 25. června 2014 umožňuje zákazníkům také prohledávat a exportovat soubory na Disku Google a prohlížet jejich náhled.
Sejf Google Apps je součástí služby Drive for Work s neomezeným úložištěm za cenu 10 dolarů na uživatele měsíčně.

## Ceny
Potenciální zákazníci, kteří se zaregistrují v Google Apps for Work, získají bezplatnou 30denní zkušební verzi služby až pro 10 uživatelů. Na konci zkušební doby mohou zvolit roční předplatné za 50 dolarů na uživatele ročně nebo flexibilní předplatné za 5 dolarů za uživatele měsíčně, případně 60 dolarů za uživatele ročně. Oba typy předplatného jsou fakturovány v měsíčních intervalech.
V rámci flexibilního předplatného mohou zákazníci získat neomezené úložiště a Sejf Google Apps za 10 dolarů na uživatele měsíčně. Organizace s méně než 5 uživateli obdrží v rámci tohoto předplatného úložiště o velikosti 1 TB na uživatele.

## Zabezpečení
Společnost Google prohlásila, že si nepřisvojuje žádná vlastnická práva na data zákazníků. Zákaznická data se uchovávají v jejích serverovnách a přistupovat k nim smí jen vybraní pracovníci. Tito pracovníci příslušná data s nikým nesdílí a uchovávají je jen po dobu, kdy je zákazník potřebuje. Pokud zákazníci zvolí migraci z Google Apps na jiný produkt, mohou si svá data vzít s sebou.
Google Apps nabízí podnikové zabezpečení a soulad s předpisy v podobě certifikací SSAE 16 / ISAE 3402 typ II, SOC 2-audit nebo ISO 27001 či soulad se zásadami Safe Harbor Privacy Principles. Dále dokážou umožnit plnění specifických oborových požadavků, jako jsou ustanovení zákona Health Insurance Portability and Accountability Act (HIPAA). Společnost Google tvrdí, že nedílnou součástí Google Apps jsou funkce pro blokování spamu, antivirovou kontrolu a prověření dokumentů, jež testují data ještě předtím, než si uživatel stáhne příslušnou zprávu.
Společnost Google všechny soubory nahrané na Disk Google zašifruje. Stejně tak šifruje každý uživatelský e-mail přenášený mezi interními serverovnami. Divize Google for Work v příspěvku na blogu informovala o svém důležitém smluvním závazku chránit data zákazníků a o tom, že tato data neprohledává pro účely zobrazování kontextové reklamy.

## Využití
Společnost Google tvrdí, že její placené a bezplatné nástroje používá více než 5 milionů firem. Podle ředitele divize Google for Work, Amita Singha, používá služby Google for Work 60 % společností ze žebříčku Fortune 500. Mezi její zákazníky z celého světa patří Uber, AllSaints, BuzzFeed, Design Within Reach, Virgin, PwC a další. Řada z těchto zákazníků je uvedena na webových stránkách sady Google Apps.

## Prodejci a partneři společnosti Google
Společnost Google si vytvořila síť prodejců, kteří potenciálním zákazníkům umožní zavést a zprovoznit Google Apps. Tyto partnery je možné vyhledat v adresáři partnerů. 10. března 2014 zavedla společnost Google program doporučení, jehož účastníci získají 15 dolarů za každého nově zaregistrovaného uživatele, kterého doporučí. Tento program byl zpočátku k dispozici pro obyvatele USA a Kanady. Na stránce programu je malým písmem uvedeno, že je možné doporučit neomezený počet zákazníků, avšak odměnu je možné získat jen za prvních 100 nových uživatelů.
4. prosince 2014 představila společnost Google program Google for Work and Education Partner Program, který pomáhá partnerům prodávat, poskytovat služby a inovovat s využitím sady produktů a platforem Google for Work a Education.
Google spolupracuje s celosvětovou sítí partnerů, kteří pomáhají využívat služby Google. Mezi oficiální partnery Google Workspace v České republice patří společnost Cloudfresh. Tato společnost se specializuje na poskytování integrovaných cloudových řešení a služeb založených na technologiích Google. Partnerství s Google Cloud umožňuje Cloudfresh poskytovat vysokou úroveň služeb a přizpůsobovat produkty Google Workspace individuálním potřebám klientů v regionu, čímž přispívá k efektivní práci organizací různých velikostí.

## Google Apps Marketplace
Google Apps Marketplace je elektronický obchod uvedený do provozu v roce 2010 s nabídkou firemních cloudových aplikací, jež rozšiřují stávající možnosti Google Apps. Správci zde mohou procházet, nakupovat a zavádět integrované cloudové aplikace určené pro firmy. Tento obchod je k dispozici pro Google Apps, Google Apps for Work a Google Apps for Education.
Vývojáři zde mohou vyvíjet aplikace a služby a prodávat je. 6. března 2014 společnost Google informovala, že od roku 2010 si zákazníci Google Apps nainstalovali z obchodu Marketplace přes 200 milionů aplikací.
17. září 2014 vydala společnost Google příspěvek na blogu, v němž informovala, že si zaměstnanci mohou z obchodu Marketplace instalovat aplikace od jiných dodavatelů bez nutnosti schvalování či zásahů příslušných správců.

## Recenze online
Služby Google Apps získaly řadu kladných ohlasů online s průměrným hodnocením 4–5 hvězdiček na 5hvězdičkové stupnici. Recenze oceňují Google Apps za příznivou cenovou politiku, komplexní nabídku, snadné nastavení a kompatibilitu s libovolnými zařízeními. Podle kritiků postrádají Google Apps, Prezentace Google a Dokumenty Google funkce pro tvorbu profesionálně vypadajících dokumentů, jaké jsou k dispozici v aplikacích PowerPoint a Word od společnosti Microsoft.

## Konkurence
Hlavním konkurentem Google Apps je Office 365, cloudová firemní platforma společnosti Microsoft nabízející podobné produkty. Názory recenzentů na to, která z obou platforem toho nabízí víc, jsou různé. Google Apps i Office 365 od nich obdržely podobná hodnocení, ale vzájemně se liší v možnostech, které nabízí uživatelům.
Mezi jejich klíčové rozdíly patří cenová politika, velikost úložiště nebo počet funkcí. Microsoft 365 nabízí více funkcí než Google Apps, ale pro řadu z nich často uživatelé nenašli praktické využití. Společnost Google nepublikuje údaje o zisku ze svých služeb ani počet jejich uživatelů, takže je obtížné zjistit, která z těchto dvou platforem je úspěšnější. V říjnu 2014 používalo Office 365 asi 7 milionů uživatelů, což za poslední čtvrtletí představuje 25% nárůst. Společnost Microsoft dále oznámila, že zákazníkům, kteří si zakoupí cloudovou verzi Office 365, poskytne neomezeně velké úložiště.
V současnosti pro Google Apps nevzniká žádná nová konkurence, protože náklady na vytvoření jednoho konkurenčního produktu, jako je e-mail, jsou vysoké a současně se zde nenabízí mnoho možností, jak dosáhnout zisku.
Uvedením nové sady Google Apps s neomezeným úložištěm a Sejfem vznikla konkurence cloudovým službám, jako jsou Box, Dropbox nebo OneDrive.

## Související produkty
Služba Google Apps for Work je součástí řady dalších produktů společnosti Google pro firmy. Mezi tyto produkty patří Google Cloud Platform, Google Search for Work, Google Maps for Work nebo Google Chrome for Work.

## Další informace
- BESWICK, James. Getting Productive With Google Apps. San Francisco, CA: 415 Systems, 2009. ISBN 978-1-4404-8676-0.
- CONNER, Nancy. Google Apps: The Missing Manual. Sebastopol: Pogue Press, 2008. Dostupné online. ISBN 978-0-596-51579-9.
- GRANNEMAN, Scott. Google Apps Deciphered: Compute in the Cloud to Streamline Your Desktop. USA: Prentice Hall, 2008. Dostupné online. ISBN 978-0-13-700470-6.
- Meet the father of Google Apps (who used to work at Microsoft) Archivováno 29. 4. 2014 na Wayback Machine.